# Гальперина, Ревекка Менасьевна
Ревекка Менасьевна Гальперина (25 августа 1894, Единцы, Хотинский уезд, Бессарабская губерния — 2 ноября 1974, Москва) — советская переводчица художественной литературы с английского и немецкого языков, редактор.

## Биография
Родилась в Единцах в семье еврейского писателя и успешного коммерсанта Менаше Шлёмовича (Менасия Соломоновича) Гальперина (1871—1960) и Темы Нафтуловны Корманской (1872—1941). Племянница художника Льва Соломоновича Гальперина (1886—1938). Отец был занят в зерноторговле, дед со стороны отца был крупным проскуровским мануфактурщиком, дед со стороны матери — крупным бессарабским зерноторговцем. Получила домашнее образование, в детские годы жила в нескольких странах, потом в Москве. Работала редактором в Издательстве иностранной литературы.
Р. М. Гальперина — одна из самых плодовитых советских переводчиц, в её переводах вышли десятки многократно переиздававшихся произведений мировой литературы, в том числе приключенческой и фантастической.
Умерла в 1974 году. Урна с прахом захоронена в колумбарии Донского кладбища.

## Основные работы[3]
- Джек Лондон. «Железная пята», роман (1955)
- Уильям Теккерей. «Ярмарка тщеславия», роман (1956, совместно с М. Лорие)
- Леонхард Франк. «Ученики Иисуса», роман (1957)
- Стефан Цвейг. «Мария Стюарт», роман (1959)
- Марк Твен. «Пешком по Европе», роман (1960)
- Джеймс Фенимор Купер. «Следопыт, или На берегах Онтарио», роман (1962, совместно с Д. Каравкиной и В. Куреллой)
- Дитер Нолль. «Приключения Вернера Хольта», роман (1962)
- Уильям Теккерей. «Записки Барри Линдона», роман (1963)
- Анна Зегерс. «На Гваделупу вернулось рабство», повесть (1965)
- Ганс Фаллада. «Железный Густав», роман (1969)
- Франц Фюман. «Эдип-царь», повесть (1973)
- Анна Зегерс. «Восстание рыбаков в Санкт-Барбаре», повесть (1974)
- рассказы О. Генри, Эрнста Т. А. Гофмана, Франца Кафки, Генриха Манн, Томаса Манна, Эдгар Аллан По («Убийство на улице Морг»), Роберта Шекли и др.

## Семья
Братья:
- Нехемья (Наум) Гальперин (1892—1937).
- Исайя Сильван Галперн (1896—1988), адвокат, с 1927 года — в США, его внучка — дизайнер и адвокат Патриша Раскин (англ. Patricia Raskin), запустившая в 2012 году линию кожаных изделий для женщин «Anne Sylvain»[4].
- Рафаэл (Рефул) Галперн (1897—1968), с 1927 года жил с женой и матерью в Нью-Йорке.

Двоюродные братья:
- Самуил Эйдельман (1920—2005), математик.
- Юрий Кроль (род. 1931), востоковед-синолог.
  - Сын двоюродного брата — Юлий Гальперин (род. 1945), композитор.

Первый муж — Павел Мостовенко, ректор МВТУ им. Баумана.
- Сын Александр Мостовенко (1921—1942) погиб на фронте.
- Дочь — Наталья Мостовенко (Мостовенко-Гальперина, 1925—2003), выпускница химического факультета МГУ и аспирантуры там же, в 1948—1985 годах сотрудник издательства «Большая советская энциклопедия»; была замужем за философом Георгием Щедровицким и с 1981 года за писателем Даниилом Даниным[8][9]; автор книги воспоминаний «Один год. Дневник оптимистки в интерьере утрат» (М: Магистериум, 1995 и М.: Воскресенье, 1999)[10].

Второй муж — Георгий Хубов, музыковед, заслуженный деятель искусств РСФСР.
- Сын Никита Хубов, кинорежиссёр и оператор.